# Странные пингвины
«Странные пингвины» (англ. Peculiar Penguins) — американский короткометражный мультипликационный рисованный фильм 1934 года студии Уолта Диснея, 47-й по счёту мультфильм из серии «Глупые симфонии». Выполнен по способу трёхцветной съёмки Техниколор.
Летом 1936 года, через год после московского фестиваля, на котором демонстрировался этот мультфильм, было принято решение о создании советской студии «Союздетмультфильм».
В СССР песенка из мультфильма была переписана на грампластинку, а впоследствии переведена и записана на русском языке.

## Сюжет
Пингвин Питер встречает пингвиниху Полли и начинает за ней ухаживать.

## Роли озвучивали
- Лестер Дорр — певец

## История создания
В начале 1934 года Уолт Дисней назначил премию тому работнику своей студии, не входившему в группу сценаристов, который придумает удачную историю для сюжета нового мультфильма. Он хотел нечто большего, чем просто название и ситуация. В своих лекциях работникам студии, Дисней в то время определял своё видение истории не как собрание событий, дающих возможность действий. Хорошая история, по его мнению, должна содержать урок или мораль или рассказывать что-то интересное, что ведёт к ударной кульминации и впечатляет зрителя. «История должна рассказывать, в основном, о личностях», заключал Дисней. На примере мультфильма «Три поросёнка» он объяснял, как можно обойтись всего четырьмя персонажами, сосредоточившись на их личностях.
Дисней к этому времени уже точно знал, что он хочет от следующего мультфильма. В конце 1933 года он написал 3-страничный сценарий, под заголовком «Идея глупой симфонии, основанная на жизни пингвинчиков в далёкой Арктике [sic!]» (англ. A Silly Symphony Idea, Based on the Lives of the Little Penguins in the Far-Off Artic Land). Идея была переработана Биллом Коттреллом в сценарий под названием «Странные пингвины». По идее Диснея пингвина зовут Питер. Это имя, как и имя его подружки Полли, было взято в оборот журналистами, когда мультфильм вышел на экраны, а также использовалось в комиксе «Странные пингвины», сделанному студией Диснея на основе мультфильма.

## Премьеры
Первые показы мультфильма состоялись в Нью-Йорке, США, с 6 по 19 сентября, и в Лос-Анджелесе с 19 по 30 сентября 1934 года. В Нью-Йорке мультфильм демонстрировался перед кинофильмом «Одна ночь любви», а в Лос-Анджелесе перед кинофильмом «Ответный ход Бульдога Драммонда».
Мультфильм вошёл в программу Первого советского кинофестиваля, проходившего в Москве с 21 февраля по 1 марта 1935 года. Жюри фестиваля, под председательством Сергея Эйзенштейна, наградило мультфильмы Уолта Диснея «Три маленьких поросёнка», «Странные пингвины» и «Концерт» (в программе фестиваля — «Микки-дирижёр») третьей премией.
26 ноября 1935 года мультфильм вышел в советский прокат. Описание мультфильма в ноябрьской брошюре «Американские цветные фильмы», начиналось так: «В холодной Антарктике живут пингвины — Питер и Полли, влюблённые друг в друга…».
Эйзенштейн считал, что «Дисней — поразительный мастер и непревзойдённый гений в создании звукозрительных эквивалентов музыке через самостоятельное движение линий и графической интерпретации внутреннего хода музыки».
В мультфильме «Странные пингвины» музыке отводилась не такая большая роль, но его музыкальность выразилась через песенку, ставшую популярной в Советском Союзе.

## Песня
Мультфильм начинается и заканчивается песенкой «Пингвин — очень смешное создание» (англ. Penguin is a Very Funny Creature), исполняемой в вокальном стиле барбершоп-квартет. Композиция была написана Ли Харлайном, в мультфильме её исполняет квартет «Певцы Студии Диснея» (англ. Disney Studio Singers).
В СССР музыкальная фонограмма была переписана со звуковой дорожки кинопленки в 1936 году в Ленинграде, и выпущена на грампластинке фабрикой Ленкино. На этикетке присутствует перерисовка кадра из мультфильма и название «Забавные пингвины».
Позже, песенка была переведена Владимиром Михайловым под названием «Весёлые пингвины», и в 1939 году была записана вокальным квартетом: А. Акимов, П. Нечаев, Н. Семерницкий и Н. Словинский. Эта запись выпускалась на грампластинках в 1950-х годах.

## Факты
- Сценка с прыгающим в воду пингвином была, с небольшими изменениями, впоследствии использована в диснеевском мультфильме «Три кабальеро».
- В прокате некоторых стран название мультфильма изменилось. Название в прокате Франции — «История пингвинов» (фр. Histoire de pingouins), в Швеции — «Хвосты вверх» (швед. Herrskap i frack).
- В 2000-е годы мультфильм выпускался на DVD, причём в России — с разными закадровыми переводами.

## Комментарии
1. ↑  Дословный перевод. В книге Э. М. Арнольди — «Бесхитростные мелодии»
2. ↑  В тексте 1935 года Савелия Рубена название фестиваля — Первый советский кинофестиваль
3. ↑  Информация с грампластинки. П. Нечаев — вероятно, Вениамин Петрович Нечаев.